# Élections à la Junte générale de la principauté des Asturies de 1999
Les élections à la Junte générale de la principauté des Asturies de 1999 (en espagnol : Elecciones a la Junta General del Principado de Asturias de 1999) se sont tenues le dimanche 13 juin 1999, afin d'élire les quarante-cinq députés de la cinquième législature de la Junte générale de la principauté des Asturies.
Le scrutin voit la victoire de la Fédération socialiste asturienne-PSOE (FSA-PSOE), qui remporte la majorité absolue des sièges.

## Contexte
Entre 1977 et 1994, les Asturies s'affirment comme un territoire que domine le Parti socialiste ouvrier espagnol (PSOE), mais à partir de cette année le Parti populaire (PP) se place dans une optique majoritaire.
Ainsi, lors de l'élection régionale du 28 mai 1995, le Parti populaire des Asturies surpasse – pour la première fois depuis 1983 – la FSA-PSOE avec 42,5 % des voix et 21 députés sur 45, soit un résultat au-dessus du seuil des 200 000 voix, une première. Les socialistes du président Antonio Trevín, sont nettement distancés puisqu'ils totalisent 17 parlementaires avec 34,2 %. La Gauche unie des Asturies – qui dépasse les 100 000 voix favorables – confirme une solide troisième place avec 16,6 % et 6 parlementaires. Le dernier siège revient aux régionalistes du Parti asturianiste (PAS) et leurs 3,2 % des suffrages.
Les élections municipales se tiennent le même jour et valident cette répartition. Les conservateurs sont en tête avec 40,6 %, leur avance sur les socialistes étant plus faible du fait du résultat de ces derniers, 35,2 %. La troisième position revient de nouveau aux écosocialistes, qui atteignent 15,4 %. Les régionalistes réalisent de leur côté un résultat négligeable de 2,1 %. En conséquence, le PP prend la direction de quatre des sept plus grandes villes de la communauté autonome, conservant Oviedo avec une majorité des deux tiers. Sur les trois communes où il se maintient, le PSOE n'a de majorité absolue qu'à San Martín del Rey Aurelio.
Du fait de l'incapacité de la FSA-PSOE et d'IUA de trouver un accord de gouvernement ou de législature, le candidat du PPA Sergio Marqués est investi président de la principauté des Asturies le 10 juillet suivant, par 21 favorables contre 17 à Trevín et 7 abstentions. C'est alors la première fois qu'un conservateur s'installe à la présidence de cette communauté autonome.
Les élections législatives anticipées du 3 mars 1996 répètent ce scénario, avec des écarts différents. Le PP est toujours la première force et compte 41,4 %, soit 4 députés sur les 9 à élire dans les Asturies, mais le PSOE suit juste derrière avec 40,2 % et 4 parlementaires. C'est IU, grâce à ses 15,7 %, qui reçoit le dernier mandat à pourvoir. Le 6 mai, Francisco Álvarez-Cascos, secrétaire général du PP et figure de la vie politique régionale, devient premier vice-président du gouvernement et ministre de la Présidence.
Le 14 octobre 1997, le groupe socialiste dépose une proposition de réforme du statut d'autonomie de 1981. Le bureau de la Junte générale accepte de la prendre en considération le 7 novembre. Le projet de réforme est voté en séance plénière le 27 février 1998 puis envoyé aux Cortes Generales. Le texte est adopté par le Congrès des députés le 12 novembre et par le Sénat le 17 décembre. Finalement, il est promulgué le 5 janvier 1999 en tant que « loi organique 1/1999, du 5 janvier, de réforme de la loi organique 7/1981, portant statut d'autonomie de la principauté des Asturies ». Avec cette réforme, les Asturies sont désormais qualifiées de « communauté historique », se dotent d'une chambre des comptes, d'un conseil consultatif et d'un objectif de protection de l'asturien.
À la suite de désaccords répétés avec Álvarez-Cascos, Marqués est suspendu du PP le 7 août 1998. Ses soutiens décident alors de quitter le parti et d'en fonder un nouveau. L'Union rénovatrice asturienne (URAS) est officiellement créée le 14 décembre, réunissant alors 5 députés sur les 45 de la Junte générale. Le président de la principauté y adhère le 20 février 1999 et en devient le président une semaine plus tard.

## Mode de scrutin
La Junte générale de la principauté des Asturies (en espagnol : Junta General del Principado de Asturias) se composent de 45 députés, élus pour un mandat de quatre ans au suffrage universel direct, suivant le scrutin proportionnel à la plus forte moyenne d'Hondt.
La communauté autonome est divisée en trois circonscriptions : occidentale, centrale et orientale. Chacune dispose de 2 députés au minimum, les 39 restants étant distribués en proportion de la population. Pour cette élection, la circonscription occidentale compte 7 sièges, la circonscription centrale compte 33 sièges, et la circonscription orientale compte 5 sièges. Seules les forces politiques – partis, coalitions, indépendants – ayant remporté au moins 3 % des suffrages exprimés au niveau d'une circonscription participent à la répartition des sièges.

## Campagne

### Partis et chefs de file
| Force politique | Force politique                                                            | Chef de file                                    | Idéologie                                         | Score en 1995              |
| --------------- | -------------------------------------------------------------------------- | ----------------------------------------------- | ------------------------------------------------- | -------------------------- |
|                 | Parti populaire des Asturies Partido Popular de Asturias                   | Ovidio Sánchez (Président de la Junte générale) | Centre droit Conservatisme, démocratie chrétienne | 42,5 % des voix 21 députés |
|                 | Fédération socialiste asturienne-PSOE Federación Socialista Asturiana-PSOE | Vicente Álvarez Areces (Maire de Gijón)         | Centre gauche Social-démocratie, progressisme     | 34,2 % des voix 17 députés |
|                 | Gauche unie des Asturies Izquierda Unida de Asturias                       | Gaspar Llamazares                               | Gauche Communisme, républicanisme                 | 16,6 % des voix 6 députés  |

## Résultats

### Voix et sièges
| Inscrits                              | Inscrits                 | Inscrits                 | 979 618   |             |                      |                      |
| Abstentions                           | Abstentions              | Abstentions              | 356 376   | 36,38 %     |                      |                      |
| Votants                               | Votants                  | Votants                  | 623 242   | 63,62 %     |                      |                      |
|                                       |                          |                          |           |             |                      |                      |
| Bulletins enregistrés                 | Bulletins enregistrés    | Bulletins enregistrés    | 623 242   |             |                      |                      |
| Bulletins blancs ou nuls              | Bulletins blancs ou nuls | Bulletins blancs ou nuls | 13 476    | 2,16 %      |                      |                      |
| Suffrages exprimés                    | Suffrages exprimés       | Suffrages exprimés       | 609 766   | 97,84 %     | 45 sièges à pourvoir | 45 sièges à pourvoir |
|                                       |                          |                          |           |             |                      |                      |
| Liste                                 | Tête de liste            |                          | Suffrages | Pourcentage | Sièges acquis        | Var.                 |
| Fédération socialiste asturienne-PSOE | Vicente Álvarez Areces   |                          | 284 972   | 46,73 %     | 24 / 45              | 7                    |
| Parti populaire des Asturies          | Ovidio Sánchez           |                          | 200 164   | 32,83 %     | 15 / 45              | 6                    |
| Gauche unie des Asturies              | Gaspar Llamazares        |                          | 55 747    | 9,14 %      | 3 / 45               | 3                    |
| Union rénovatrice asturienne          | Sergio Marqués           |                          | 44 261    | 7,26 %      | 3 / 45               | 3                    |
| Parti asturianiste                    | Xuan Xosé Sánchez        |                          | 15 998    | 2,62 %      | 0 / 45               | 1                    |
| Autres listes                         | Néant                    |                          | 8 624     | 1,41 %      | 0 / 45               |                      |

### Analyse
Après le record de participation enregistré en 1995, cette élection voit 29 400 inscrits de plus bouder les urnes, ramenant le taux final d'affluence dans les bureaux de vote en dessous des 65 %.
Après avoir été devancée en 1994, 1995 et 1996, la Fédération socialiste asturienne-PSOE, conduite par le maire de Gijón Vicente Álvarez Areces, parvient à engranger 65 400 nouveaux suffrages en quatre ans. C'est la première fois depuis le scrutin de 1983 que les socialistes repassent au-dessus des 280 000 voix. Devançant largement les conservateurs dans les circonscriptions centrales et occidentales, ils se contentent d'une majorité relative de suffrages, qui leur donne une solide majorité absolue de 53,3 % des sièges, après douze années de gouvernements minoritaires. Après quatre années de pouvoir compliquées et une scission, le Parti populaire des Asturies, que mène le président de la Junte générale Ovidio Sánchez, abandonne un total de 72 300 voix. Revenus sous les 35 % des exprimés et à leur étiage habituel de 15 parlementaires, les conservateurs sont nettement distancés par les socialistes, de 84 800 suffrages. Ils ne l'emportent dans aucune circonscription, alors qu'ils en avaient gagné deux lors de la précédente élection.
La Gauche unie des Asturies fait les frais de cette poussée de la FSA-PSOE. Enregistrant son premier reflux depuis que se tiennent les élections régionales, elle chute sous les 60 000 voix, un plancher historique à cette époque. Ce sont 50 800 suffrages qui lui manquent, ce qui l'amène à sa plus basse représentation parlementaire, plus mauvaise encore que celle de 1987. Jamais encore les communistes puis les écosocialistes n'étaient passés sous la barre symbolique des 10 % des exprimés. Quant à Sergio Marqués, il échoue totalement dans son opération de dissidence puisque l'Union rénovatrice asturienne ne franchit même pas les 50 000 voix en sa faveur. Même si elle parvient à remporter un des 7 sièges de la circonscription occidentale avec 13,3 % des voix, elle est largement défaite dans les deux autres, et la majorité absolue socialiste lui enlève toute capacité d'influence.

### Conséquences
Le 20 juillet, Vicente Álvarez Areces est investi président de la principauté des Asturies par 24 voix pour et 21 abstentions. Le 9 octobre, Ovidio Sánchez est élu président du PPA en remplacement d'Isidro Fernández Rozada.